# Regering-Cooreman
De regering-Cooreman (31 mei 1918 - 21 november 1918) was een Belgische regering van nationale eenheid. Ze volgde de oorlogsregering-De Broqueville II op en werd kort na de Wapenstilstand van 11 november 1918 en de Revolutie van Loppem opgevolgd door de regering-Delacroix I, een regering van nationale eenheid.

## Revolutie van Loppem
Op 21 november 1918 werd de regering opgevolgd na de zogenaamde revolutie van Loppegem of de staatsgreep van Loppem. In deze periode voerde koning Albert I enkele gesprekken met vooraanstaande politici die tijdens de oorlog in België waren gebleven in het West-Vlaamse Loppem. De bedoeling van de gesprekken was om een regering te vormen die representatief was voor het België dat de bezetting had meegemaakt en die belangrijke hervormingen kon doorvoeren. De nieuwe regering werd gevormd door katholieken, socialisten en liberalen en er werden erg weinig politici bij betrokken die tijdens de oorlog de regering in ballingschap hadden gevormd, onder meer omdat aangenomen werd dat zij geen voeling meer hadden met de bevolking.

## Samenstelling
De regering-Cooreman telde 14 ministers: 9 voor de Katholieke Partij, 2 voor de BWP en 2 voor de Liberale Partij. Daarnaast zetelde er een expert in de regering.
| Ambtsbekleder | Ambtsbekleder | Ambtsbekleder                        | Functie                                                 | Partij                        |
| ------------- | ------------- | ------------------------------------ | ------------------------------------------------------- | ----------------------------- |
|               |               | Gerard Cooreman (1852-1926)          | Minister Economische Zaken                              | extraparlementair (katholiek) |
|               |               | Henri Carton de Wiart (1869-1951)    | Minister Justitie                                       | Katholieke Partij             |
|               |               | Paul Hymans (1865-1941)              | Minister Buitenlandse Zaken                             | Liberale Partij               |
|               |               | Paul Berryer (1868-1936)             | Minister Binnenlandse Zaken                             | Katholieke Partij             |
|               |               | Prosper Poullet (1868-1937)          | Minister Wetenschappen en Kunsten                       | Katholieke Partij             |
|               |               | Aloys Van de Vyvere (1871-1961)      | Minister Financiën                                      | Katholieke Partij             |
|               |               | Joris Helleputte (1852-1925)         | Minister Landbouw en Openbare Werken                    | Katholieke Partij             |
|               |               | Armand Hubert (1857-1940)            | Minister Nijverheid en Arbeid                           | Katholieke Partij             |
|               |               | Paul Segers (1870-1946)              | Minister Spoorwegen, Zeewezen, Posterijen en Telegrafen | Katholieke Partij             |
|               |               | Armand De Ceuninck (1858-1935)       | Minister Oorlog                                         | extraparlementair             |
|               |               | Jules Renkin (1862-1934)             | Minister Koloniën                                       | Katholieke Partij             |
|               |               | Emile Vandervelde (1866-1938)        | Minister Burgerlijke en Militaire Intendantie           | BWP                           |
|               |               | Eugène Goblet d'Alviella (1846-1925) | Lid van de Ministerraad                                 | Liberale Partij               |
|               |               | Emile Brunet (1863-1945)             | Lid van de Ministerraad                                 | BWP                           |